# 메디컬TV
2001년 12월에 개국한 의료 건강 정보 전문 TV 채널이다. 검증된 의료 정보를 제공하기 위한 건강 정보 관련 자체 제작프로그램과 함께 지상파, 종편의 시니어 콘텐츠를 편성하고 있다.

## 연혁
- 2001년 12월 : 메디TV로 개국
- 2010년 11월 : 메디컬TV로 사명 변경

## 역대 자체 제작 프로그램(종영)
- 건강충전 101%
- 굿 닥터 굿 라이프
- 행복충전 2080
- 메디TV 주치의
- 메디컬TV 주치의
- 충전! 행복플러스
- 잠 못 드는 그대를 위한 수면제
- 건강정보 AtoZ
- 헬스레시피 시즌1, 2
- 헬스톡톡 시즌1, 2
- 건강을 전하는 지식 [건전지]
- 이제는 웰-다잉의 시대
- 백세라이프 빅데이터로 잡다
- 유틀란디아호의 항해
- 건강염려증으로 물든 대한민국